# Imambayildi

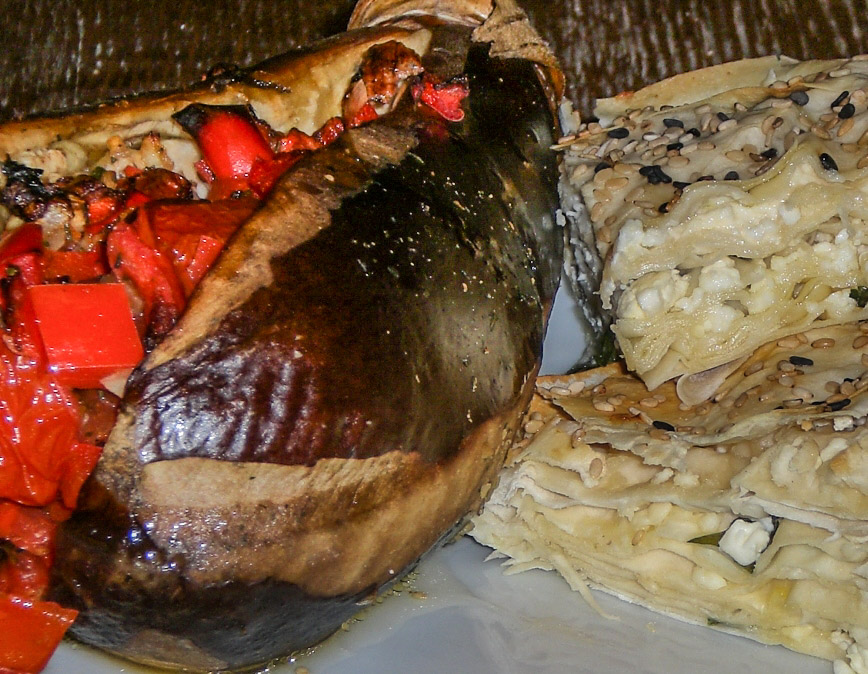
Vlevo plněný lilek, vpravo burek jako příloha

İmam bayıldı (v překladu Imám omdlel, Imám v bezvědomí) je turecké jídlo z lilku, oblíbené na celém Blízkém východě. Je pojmenováno podle historky o imámovi, který při vychutnávání pokrmu nadšením ztratil vědomí (to souvisí s obrazem imáma v lidové slovesnosti jako člověka, který druhé nabádá k askezi, ale sám si rád dopřeje). İmam bayıldı se připravuje tak, že se lilek nařízne a nasolí, aby pustil hořkou šťávu. Pak se orestuje v olivovém oleji, kapsa se naplní rajčaty dušenými s česnekem, cibulí a kořením a vše se zapeče v troubě. Pokrm se obvykle podává studený s pečivem.
Verze tohoto receptu vylepšená o mleté maso se nazývá karnıyarık (rozpůlené břicho).